# 필리슈뵈뢰슈바르구

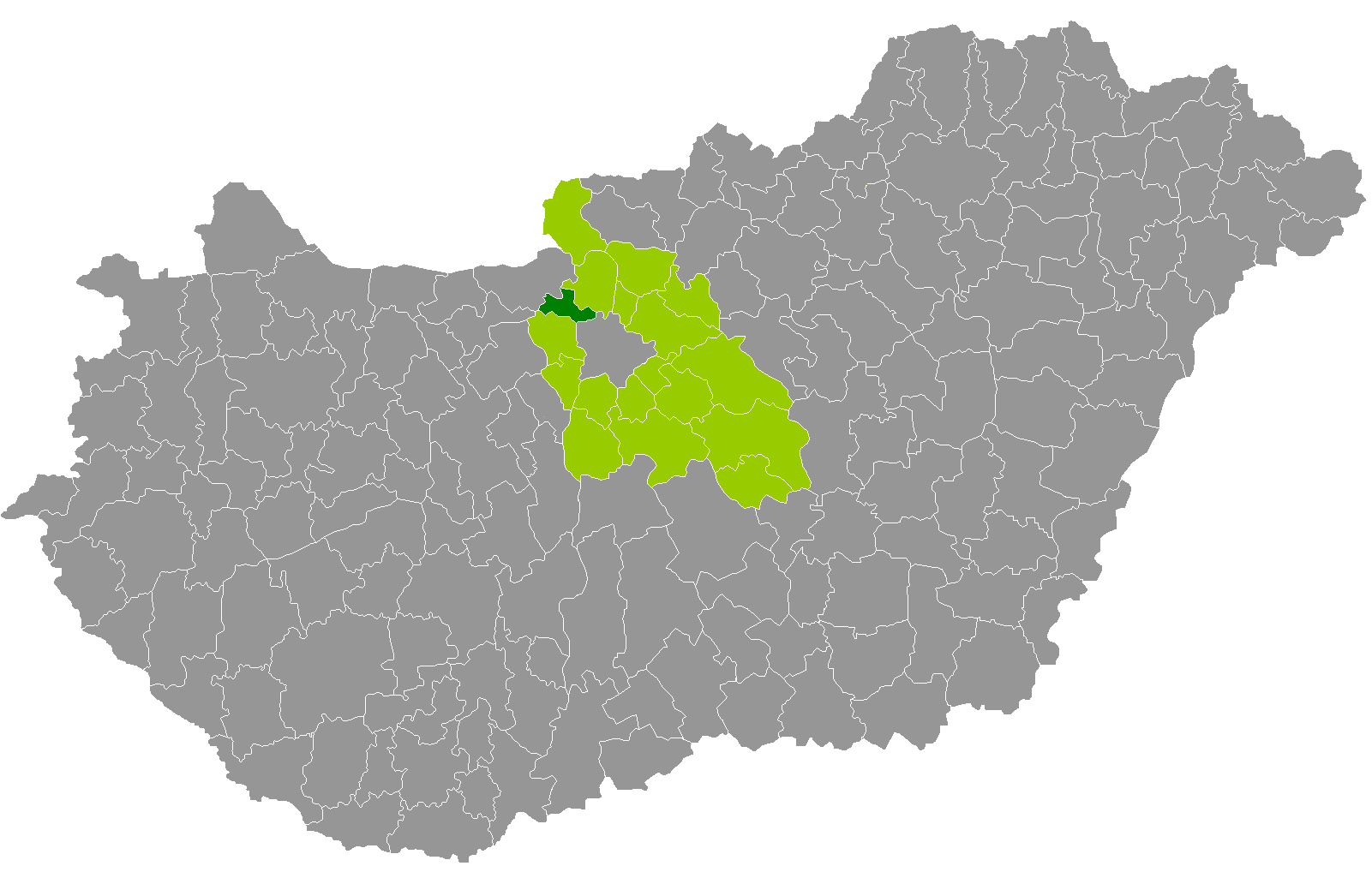
페슈트주 지도에 표시된 필리슈뵈뢰슈바르구의 위치

필리슈뵈뢰슈바르구(헝가리어: Pilisvörösvári járás)는 헝가리 페슈트주에 위치한 구로 구청 소재지는 필리슈뵈뢰슈바르이며 면적은 130.81km2, 인구는 53,201명(2011년 기준), 인구 밀도는 407명/km2이다.
북동쪽으로는 센텐드레구, 남동쪽으로는 부다페스트, 남쪽으로는 부더케시구, 북서쪽으로는 코마롬에스테르곰주 에스테르곰구와 접한다. 9개 지방 자치체(2개 시, 7개 마을)를 관할한다.

구 문장